# Motupe (distrito)
Motupe é um distrito do Peru, departamento de Lambayeque, localizada na província de Lambayeque.

## Transporte
O distrito de Motupe é servido pela seguinte rodovia:
- PE-1NJ, que liga a cidade de Lambayeque ao distrito de Piura (Região de Piura)
- LA-100, que liga a cidade ao distrito de Incahuasi
- LA-101, que liga a cidade ao distrito de Incahuasi
- LA-100, que liga a cidade ao distrito de Salas [1][2][3]